# Parafia św. Jana Chrzciciela w Myśliborzu
Parafia pod wezwaniem św. Jana Chrzciciela w Myśliborzu – jedna z parafii rzymskokatolickich w Myśliborzu, parafia należąca do dekanatu Myślibórz, archidiecezji szczecińsko-kamieńskiej, metropolii szczecińsko-kamieńskiej. Kościół parafialny pw. św. Jana Chrzciciela (kolegiata) wybudowany został w stylu gotyckim na początku XV wieku z fragmentami granitowymi z XIII wieku.